# 恩典 (2025年电影)
《恩典》（義大利語：La grazia）是2025年上映的意大利劇情片，由保罗·索伦蒂诺执导、编剧，演员阵容包括托尼·瑟維洛、安娜·费泽蒂、马西莫·文图列洛。电影入选第82屆威尼斯影展主竞赛单元，角逐金獅獎，2025年8月27日全球首映。

## 剧情大纲
讲述一位意大利总统卸任前几天的爱情故事。

## 演员
- 托尼·瑟維洛 饰 意大利总统
- 安娜·费泽蒂（英语：Anna Ferzetti） 饰 多罗泰娅（Dorotea）
- 马西莫·文图列洛（英语：Massimo Venturiello） 饰 乌戈·罗马尼（Ugo Romani）
- 奥兰多·辛克（意大利语：Orlando Cinque） 饰 拉巴罗上校（Colonnello Labaro）
- 米尔维娅·马里利亚诺（意大利语：Milvia Marigliano） 饰 可可·瓦洛里（Coco Valori）
- 朱塞佩·加亚尼（Giuseppe Gaiani）饰 兰弗兰科·马雷（Lanfranco Mare）
- 乔凡娜·吉达（Giovanna Guida）饰 瓦莱里娅·卡菲耶罗（Valeria Cafiero）

## 制片
电影于2024年12月4日公开，由保罗·索伦蒂诺执导、编剧。索伦蒂诺长期合作演员托尼·瑟維洛同日加盟剧组。2025年5月，马西莫·文图列洛宣布加盟。
正式拍摄前，索伦蒂诺来到皮埃蒙特大区勘景。主体拍摄于2025年3月在都灵启动。取景地包括瓦伦蒂诺城堡、蒙卡列里城堡、基亚布莱塞宫、都灵理工大学、都灵科学院、都灵埃及博物馆，以及泰索列拉（Tesoriera）保龄球馆。剧组还在罗马的西班牙廣場取景。电影于2025年5月初杀青。

## 发行
2025年2月，MUBI买下电影除意大利外的海外发行权，负责北美、拉美、英国、爱尔兰、德国、奥地利、比荷卢三国、西班牙、土耳其、印度、澳大利亚和新西兰地区的发行，旗下子公司火柴工厂（The Match Factory）负责其他地区发行工作。
2025年6月，在伦敦西南偏南问答会上，流媒体平台MUBI的首席执行官透露《恩典》会在第82屆威尼斯影展全球上映。消息于2025年7月确认，电影将成为影展的开幕片，于2025年8月27日全球首映，同时以主竞赛单元作品身份角逐金獅獎。